# Maxime Daniel
Maxime Daniel, (Rennes, 5 de juny de 1991) és un ciclista francès, membre de l'equip Fortuneo-Vital Concept.
Va debutar com a professional el 2013 l'equip Sojasun, encara que prèviament ja havia estat en aquest equip com a aprenent. Després de la desaparició de l'equip va fitxar pel AG2R-La Mondiale el 2014.

## Palmarès
- 2012
  - 1r al ZLM Tour
  - Vencedor de 2 etapes al Boucle de l'Artois
- 2013
  - Vencedor d'una etapa a la Volta a Portugal
- 2019
  - Vencedor d'una etapa a la Volta a la Comunitat de Madrid